# 와지마 아침시장

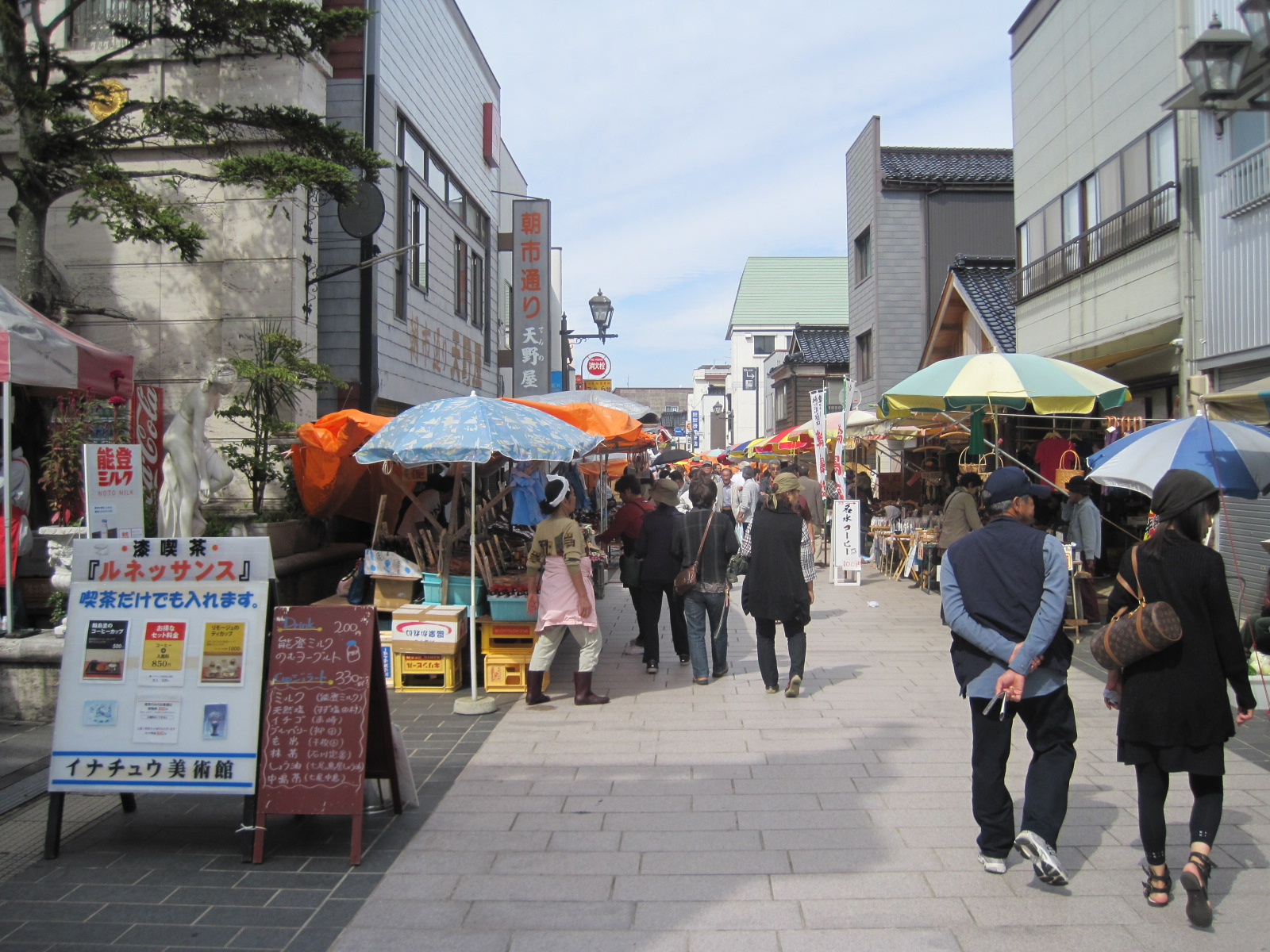
와지마 아침시장 (2010년)

와지마 아침시장(輪島朝市 와지마 아사이치[*])은 일본 이시카와현 와지마시에서 열리는 아침시장이다. 지바현 가쓰우라시의 가쓰우라 아침시장, 기후현 다카야마시의 미야가와 아침시장과 함께 일본 3대 아침시장 중 하나로 불린다.

## 역사

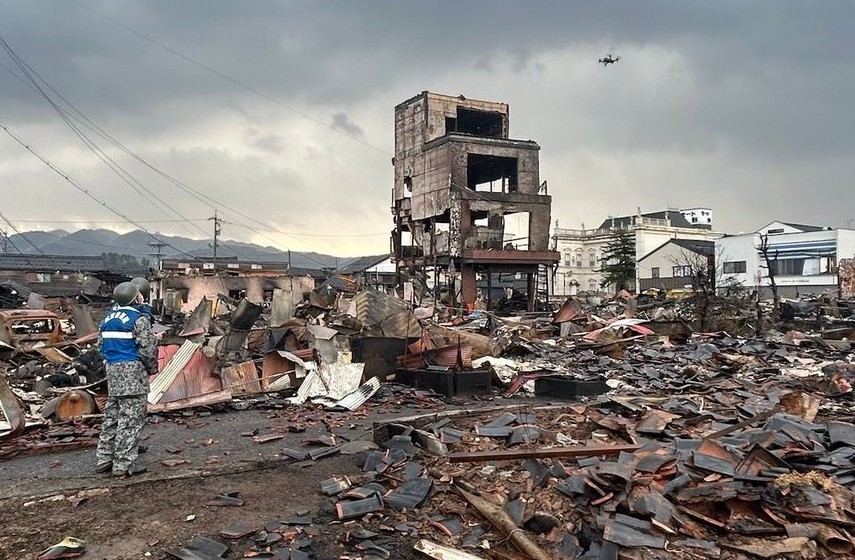
2024년 노토반도 지진으로 소실된 와지마 아침시장

헤이안 시대부터 이어지는 시장으로, 신사의 제례일 등과 같은 날에 물건 교환을 한 것이 시작이다. 무로마치 시대에는 매월 4와 9가 붙는 날에 개최하였으며, 메이지 시대부터는 매일 개최하여 현재에 이른다.
2024년 노토반도 지진으로 대규모 화재가 발생하였다. 지진 다음날 1월 2일 오전 진압되기까지 일대의 약 200동이 소실되었다.